# Octava Dies
Octava Dies é um programa de revista televisiva semanal de 25 minutos, transmitido mundialmente desde a Páscoa de 1998. Ele também é transmitido por canais de televisão católicos italianos e por agências de notícias como a APTN. O programa está disponível em inglês e italiano no site do Vaticano e é transmitido todos os domingos às 12h30, logo após o Angelus.
A revista faz parte dos programas do Centro Televisivo Vaticano (CTV), que são transmitidos pela emissora nacional do estado da Cidade do Vaticano . Este programa semanal específico destaca as atividades do Papa Francisco e da Santa Sé . Gravado no Vaticano e em outros lugares visitados pelo Papa no exercício do seu ministério diário. 
A Televisão Central do Vaticano foi ao ar pela primeira vez em 1983.